# Fabián Balbuena
Fabián Cornelio Balbuena González, noto semplicemente come Fabián Balbuena (Ciudad del Este, 23 agosto 1991), è un calciatore paraguaiano, difensore della Dinamo Mosca e della nazionale paraguaiana.

## Caratteristiche tecniche
Difensore centrale dalla grande forza fisica, abile di testa e difficile da superare, bravo in marcatura e nelle chiusure, seppur non particolarmente veloce.

## Carriera

### Club
Inizia la sua carriera calcistica con il Cerro Porteño, con la quale vanta nel 2011 la vittoria della seconda serie paraguaiana. Dopo una breve avventura in forza al Club Rubio Ñu, nel 2013 viene acquistato dal Club Nacional, con la quale arriva in finale della coppa Libertadores persa contro il San Lorenzo. Nello stesso anno viene ceduto al Club Libertad. Nel 2018 viene acquistato dal West Ham Utd, club in cui milita sino al 2021. Il 9 luglio 2021 firma per la Dinamo Mosca.

### Nazionale
Viene convocato dal c.t. della Nazionale paraguaiana Ramón Díaz per partecipare alla Copa América 2015. Viene convocato per la Copa América Centenario del 2016. Il 23 settembre 2022, alla sua ventottesima presenza, sigla il primo gol, l'unico della vittoria contro gli Emirati Arabi Uniti in amichevole.

## Statistiche

### Presenze e reti nei club
Statistiche aggiornate al 2 luglio 2023
| Stagione                  | Squadra                   | Campionato                | Campionato | Campionato | Coppe nazionali | Coppe nazionali | Coppe nazionali | Coppe continentali | Coppe continentali | Coppe continentali | Altre coppe | Altre coppe | Altre coppe | Totale | Totale |
| Stagione                  | Squadra                   | Comp                      | Pres       | Reti       | Comp            | Pres            | Reti            | Comp               | Pres               | Reti               | Comp        | Pres        | Reti        | Pres   | Reti   |
| ------------------------- | ------------------------- | ------------------------- | ---------- | ---------- | --------------- | --------------- | --------------- | ------------------ | ------------------ | ------------------ | ----------- | ----------- | ----------- | ------ | ------ |
| 2010                      | Cerro Porteño P.F.        | DI                        | 7          | 0          | -               | -               | -               | -                  | -                  | -                  | -           | -           | -           | 7      | 0      |
| 2011                      | Cerro Porteño P.F.        | DI                        | 28         | 4          | -               | -               | -               | -                  | -                  | -                  | -           | -           | -           | 28     | 4      |
| 2012                      | Cerro Porteño P.F.        | DP                        | 41         | 1          | -               | -               | -               | -                  | -                  | -                  | -           | -           | -           | 41     | 1      |
| Totale Club Cerro Porteño | Totale Club Cerro Porteño | Totale Club Cerro Porteño | 76         | 5          |                 | -               | -               |                    | -                  | -                  |             | -           | -           | 76     | 5      |
| gen.-ago. 2013            | Rubio Ñu                  | DP                        | 17         | 1          | -               | -               | -               | -                  | -                  | -                  | -           | -           | -           | 17     | 1      |
| sett.-dic. 2013           | Nacional                  | DP                        | 14         | 0          | -               | -               | -               | CS                 | 2                  | 0                  | -           | -           | -           | 16     | 0      |
| gen.-ago. 2014            | Nacional                  | DP                        | 16         | 1          | -               | -               | -               | CL                 | 10                 | 0                  | -           | -           | -           | 26     | 1      |
| Totale Club Nacional      | Totale Club Nacional      | Totale Club Nacional      | 30         | 1          |                 | -               | -               |                    | 12                 | 0                  |             | -           | -           | 42     | 1      |
| sett.-dic. 2014           | Libertad                  | DP                        | 16         | 1          | -               | -               | -               | CS                 | 4                  | 0                  | -           | -           | -           | 20     | 1      |
| 2015                      | Libertad                  | DP                        | 26         | 2          | -               | -               | -               | CL+CS              | 6+2                | 0                  | -           | -           | -           | 34     | 2      |
| 2016                      | Libertad                  | DP                        | 1          | 0          | -               | -               | -               |                    | -                  | -                  | -           | -           | -           | 1      | 0      |
| Totale Club Libertad      | Totale Club Libertad      | Totale Club Libertad      | 43         | 3          |                 | -               | -               |                    | 12                 | 0                  |             | -           | -           | 47     | 3      |
| 2016                      | Corinthians               | A1/SP+A                   | 6+29       | 2+0        | CB              | 4               | 0               | CL                 | 2                  | 0                  | -           | -           | -           | 41     | 2      |
| 2017                      | Corinthians               | A1/SP+A                   | 15+32      | 0+4        | CB              | 5               | 0               | CS                 | 6                  | 2                  | -           | -           | -           | 58     | 6      |
| 2018                      | Corinthians               | A1/SP+A                   | 15+8       | 3+0        | CB              | 2               | 0               | CL                 | 6                  | 0                  | -           | -           | -           | 31     | 3      |
| 2018-2019                 | West Ham Utd              | PL                        | 23         | 1          | FACup+CdL       | 0+0             | 0+0             | -                  | -                  | -                  | -           | -           | -           | 23     | 1      |
| 2019-2020                 | West Ham Utd              | PL                        | 17         | 1          | FACup+CdL       | 2+2             | 0+0             | -                  | -                  | -                  | -           | -           | -           | 21     | 1      |
| 2020-2021                 | West Ham Utd              | PL                        | 14         | 1          | FACup+CdL       | 1+3             | 0+0             | -                  | -                  | -                  | -           | -           | -           | 18     | 1      |
| Totale West Ham           | Totale West Ham           | Totale West Ham           | 54         | 3          |                 | 8               | 0               |                    | -                  | -                  |             | -           | -           | 62     | 3      |
| 2021-2022                 | Dinamo Mosca              | PL                        | 27         | 3          | CR              | 5               | 0               | -                  | -                  | -                  | -           | -           | -           | 32     | 3      |
| 2022                      | Corinthians               | A1/SP+A                   | 0+13       | 3          | CB              | 6               | 0               | CL                 | 2                  | 0                  | -           | -           | -           | 21     | 3      |
| 2023                      | Corinthians               | A1/SP+A                   | 7+1        | 0          | CB              | 0               | 0               | CL                 | 2                  | 1                  | -           | -           | -           | 10     | 1      |
| Totale Corinthians        | Totale Corinthians        | Totale Corinthians        | 126        | 12         |                 | 5               | 0               |                    | 13                 | 2                  |             | -           | -           | 117    | 9      |
| Totale carriera           | Totale carriera           | Totale carriera           | 373        | 28         |                 | 30              | 0               |                    | 42                 | 3                  |             | -           | -           | 445    | 31     |

### Cronologia delle presenze e reti in nazionale
| Cronologia completa delle presenze e delle reti in nazionale ― Paraguay | Cronologia completa delle presenze e delle reti in nazionale ― Paraguay | Cronologia completa delle presenze e delle reti in nazionale ― Paraguay | Cronologia completa delle presenze e delle reti in nazionale ― Paraguay | Cronologia completa delle presenze e delle reti in nazionale ― Paraguay | Cronologia completa delle presenze e delle reti in nazionale ― Paraguay | Cronologia completa delle presenze e delle reti in nazionale ― Paraguay | Cronologia completa delle presenze e delle reti in nazionale ― Paraguay |
| Data                                                                    | Città                                                                   | In casa                                                                 | Risultato                                                               | Ospiti                                                                  | Competizione                                                            | Reti                                                                    | Note                                                                    |
| ----------------------------------------------------------------------- | ----------------------------------------------------------------------- | ----------------------------------------------------------------------- | ----------------------------------------------------------------------- | ----------------------------------------------------------------------- | ----------------------------------------------------------------------- | ----------------------------------------------------------------------- | ----------------------------------------------------------------------- |
| 1-4-2015                                                                | Kansas City                                                             | Messico                                                                 | 1 – 0                                                                   | Paraguay                                                                | Amichevole                                                              | -                                                                       |                                                                         |
| 7-6-2015                                                                | Asunción                                                                | Paraguay                                                                | 2 – 2                                                                   | Honduras                                                                | Amichevole                                                              | -                                                                       |                                                                         |
| 28-5-2016                                                               | Atlanta                                                                 | Messico                                                                 | 1 – 0                                                                   | Paraguay                                                                | Amichevole                                                              | -                                                                       |                                                                         |
| 12-6-2016                                                               | Filadelfia                                                              | Stati Uniti                                                             | 1 – 0                                                                   | Paraguay                                                                | Coppa America Centenario - 1º turno                                     | -                                                                       | 46’                                                                     |
| 5-10-2017                                                               | Barranquilla                                                            | Colombia                                                                | 1 – 2                                                                   | Paraguay                                                                | Qual. Mondiali 2018                                                     | -                                                                       |                                                                         |
| 27-3-2018                                                               | Cary                                                                    | Stati Uniti                                                             | 1 – 0                                                                   | Paraguay                                                                | Amichevole                                                              | -                                                                       |                                                                         |
| 12-6-2018                                                               | Innsbruck                                                               | Giappone                                                                | 4 – 2                                                                   | Paraguay                                                                | Amichevole                                                              | -                                                                       |                                                                         |
| 20-11-2018                                                              | Durban                                                                  | Sudafrica                                                               | 1 – 1                                                                   | Paraguay                                                                | Amichevole                                                              | -                                                                       |                                                                         |
| 23-3-2019                                                               | Harrison                                                                | Perù                                                                    | 1 – 0                                                                   | Paraguay                                                                | Amichevole                                                              | -                                                                       |                                                                         |
| 6-6-2019                                                                | Ciudad del Este                                                         | Paraguay                                                                | 1 – 1                                                                   | Honduras                                                                | Amichevole                                                              | -                                                                       |                                                                         |
| 16-6-2019                                                               | Rio de Janeiro                                                          | Paraguay                                                                | 2 – 2                                                                   | Qatar                                                                   | Coppa America 2019 - 1º turno                                           | -                                                                       |                                                                         |
| 27-6-2019                                                               | Porto Alegre                                                            | Brasile                                                                 | 0 – 0 (4 – 3 dtr)                                                       | Paraguay                                                                | Coppa America 2019 - Quarti di finale                                   | -                                                                       | 58’                                                                     |
| 5-9-2019                                                                | Kashima                                                                 | Giappone                                                                | 2 – 0                                                                   | Paraguay                                                                | Amichevole                                                              | -                                                                       |                                                                         |
| 14-11-2019                                                              | Sofia                                                                   | Bulgaria                                                                | 0 – 1                                                                   | Paraguay                                                                | Amichevole                                                              | -                                                                       |                                                                         |
| 13-10-2020                                                              | Mérida                                                                  | Venezuela                                                               | 0 – 1                                                                   | Paraguay                                                                | Qual. Mondiali 2022                                                     | -                                                                       | 87’                                                                     |
| 13-11-2020                                                              | Buenos Aires                                                            | Argentina                                                               | 1 – 1                                                                   | Paraguay                                                                | Qual. Mondiali 2022                                                     | -                                                                       |                                                                         |
| 17-11-2020                                                              | Asunción                                                                | Paraguay                                                                | 2 – 2                                                                   | Bolivia                                                                 | Qual. Mondiali 2022                                                     | -                                                                       |                                                                         |
| 3-6-2021                                                                | Montevideo                                                              | Uruguay                                                                 | 0 – 0                                                                   | Paraguay                                                                | Qual. Mondiali 2022                                                     | -                                                                       |                                                                         |
| 2-9-2021                                                                | Quito                                                                   | Ecuador                                                                 | 2 – 0                                                                   | Paraguay                                                                | Qual. Mondiali 2022                                                     | -                                                                       |                                                                         |
| 9-9-2021                                                                | Asunción                                                                | Paraguay                                                                | 2 – 1                                                                   | Venezuela                                                               | Qual. Mondiali 2022                                                     | -                                                                       |                                                                         |
| 7-10-2021                                                               | Asunción                                                                | Paraguay                                                                | 0 – 0                                                                   | Argentina                                                               | Qual. Mondiali 2022                                                     | -                                                                       | 80’                                                                     |
| 13-10-2021                                                              | La Paz                                                                  | Bolivia                                                                 | 4 – 0                                                                   | Paraguay                                                                | Qual. Mondiali 2022                                                     | -                                                                       |                                                                         |
| 16-11-2021                                                              | Barranquilla                                                            | Colombia                                                                | 0 – 0                                                                   | Paraguay                                                                | Qual. Mondiali 2022                                                     | -                                                                       |                                                                         |
| 1-2-2022                                                                | Belo Horizonte                                                          | Brasile                                                                 | 4 – 0                                                                   | Paraguay                                                                | Qual. Mondiali 2022                                                     | -                                                                       |                                                                         |
| 24-3-2022                                                               | Ciudad del Este                                                         | Paraguay                                                                | 3 – 1                                                                   | Ecuador                                                                 | Qual. Mondiali 2022                                                     | -                                                                       |                                                                         |
| 29-3-2022                                                               | Lima                                                                    | Perù                                                                    | 2 – 0                                                                   | Paraguay                                                                | Qual. Mondiali 2022                                                     | -                                                                       |                                                                         |
| 10-6-2022                                                               | Suwon                                                                   | Corea del Sud                                                           | 2 – 2                                                                   | Paraguay                                                                | Amichevole                                                              | -                                                                       |                                                                         |
| 23-9-2022                                                               | Wiener Neustadt                                                         | Paraguay                                                                | 1 – 0                                                                   | Emirati Arabi Uniti                                                     | Amichevole                                                              | 1                                                                       |                                                                         |
| 27-9-2022                                                               | Siviglia                                                                | Paraguay                                                                | 0 – 0                                                                   | Marocco                                                                 | Amichevole                                                              | -                                                                       |                                                                         |
| 16-11-2022                                                              | Lima                                                                    | Perù                                                                    | 1 – 0                                                                   | Paraguay                                                                | Amichevole                                                              | -                                                                       | 84’                                                                     |
| 27-3-2023                                                               | Santiago del Cile                                                       | Cile                                                                    | 3 – 2                                                                   | Paraguay                                                                | Amichevole                                                              | -                                                                       |                                                                         |
| 18-6-2023                                                               | Asunción                                                                | Paraguay                                                                | 2 – 0                                                                   | Nicaragua                                                               | Amichevole                                                              | 1                                                                       |                                                                         |
| 7-9-2023                                                                | Ciudad del Este                                                         | Paraguay                                                                | 0 – 0                                                                   | Perù                                                                    | Qual. Mondiali 2026                                                     | -                                                                       |                                                                         |
| 12-9-2023                                                               | Maturín                                                                 | Venezuela                                                               | 1 – 0                                                                   | Paraguay                                                                | Qual. Mondiali 2026                                                     | -                                                                       |                                                                         |
| 12-10-2023                                                              | Buenos Aires                                                            | Argentina                                                               | 1 – 0                                                                   | Paraguay                                                                | Qual. Mondiali 2026                                                     | -                                                                       |                                                                         |
| 7-6-2024                                                                | Lima                                                                    | Perù                                                                    | 0 – 0                                                                   | Paraguay                                                                | Amichevole                                                              | -                                                                       | Cap.                                                                    |
| 11-6-2024                                                               | Santiago del Cile                                                       | Cile                                                                    | 3 – 0                                                                   | Paraguay                                                                | Amichevole                                                              | -                                                                       | 81’                                                                     |
| 16-6-2024                                                               | Panama                                                                  | Panama                                                                  | 0 – 1                                                                   | Paraguay                                                                | Amichevole                                                              | -                                                                       | Cap.                                                                    |
| 24-6-2024                                                               | Houston                                                                 | Colombia                                                                | 2 – 1                                                                   | Paraguay                                                                | Coppa America 2024 - 1º turno                                           | -                                                                       | cap.                                                                    |
| 28-6-2024                                                               | Paradise                                                                | Paraguay                                                                | 1 – 4                                                                   | Brasile                                                                 | Coppa America 2024 - 1º turno                                           | -                                                                       | cap. 45+3’                                                              |
| 2-7-2024                                                                | Austin                                                                  | Costa Rica                                                              | 2 – 1                                                                   | Paraguay                                                                | Coppa America 2024 - 1º turno                                           | -                                                                       | cap.                                                                    |
| 10-9-2024                                                               | Asunción                                                                | Paraguay                                                                | 1 – 0                                                                   | Brasile                                                                 | Qual. Mondiali 2026                                                     | -                                                                       | cap.                                                                    |
| 10-10-2024                                                              | Quito                                                                   | Ecuador                                                                 | 0 – 0                                                                   | Paraguay                                                                | Qual. Mondiali 2026                                                     | -                                                                       |                                                                         |
| 15-10-2024                                                              | Asunción                                                                | Paraguay                                                                | 2 – 1                                                                   | Venezuela                                                               | Qual. Mondiali 2026                                                     | -                                                                       | 80’                                                                     |
| 19-11-2024                                                              | El Alto                                                                 | Bolivia                                                                 | 2 – 2                                                                   | Paraguay                                                                | Qual. Mondiali 2026                                                     | -                                                                       |                                                                         |
| 20-3-2025                                                               | Asunción                                                                | Paraguay                                                                | 1 – 0                                                                   | Cile                                                                    | Qual. Mondiali 2026                                                     | -                                                                       | cap.                                                                    |
| 25-3-2025                                                               | Barranquilla                                                            | Colombia                                                                | 2 – 2                                                                   | Paraguay                                                                | Qual. Mondiali 2026                                                     | -                                                                       | cap.                                                                    |
| Totale                                                                  |                                                                         | Presenze                                                                | 47                                                                      |                                                                         | Reti                                                                    | 2                                                                       |                                                                         |

## Palmares

### Competizioni statali
- Campionato paulista: 2

Corinthians: 2017, 2018

### Competizioni nazionali
- Campionato paraguaiano di seconda divisione: 1

Cerro Porteño P.F.: 2011
- Campionato paraguaiano: 1

Corinthians: 2014 (Clausura)
- Campionato brasiliano: 1

Corinthians: 2017